# M/S Jacklyn
M/S Jacklyn är en fraktfärja ägd av Blue Origin Florida som används vid raketuppskjutningar. Under åren 2004-2011 trafikerade hon linjen Göteborg–Travemünde i Stena Lines regi under namnet M/S Stena Freighter.
Hon började byggas 1997 på varvet i Viareggio, Italien. Men varvet gick i konkurs och det halvfärdiga fartyget lades upp i La Spezia. År 2003 bogserades hon till Elektromehanika-varvet i Rijeka, Kroatien för färdigställande. Hon döptes till Stena Freighter, fick svensk flagg och sattes i trafik i mars 2004 på linjen Göteborg-Travemünde. Färjans teoretiska fraktkapacitet är 2 715 längdmeter. När Stena lade ner Travemündelinjen den 31 augusti, 2010 flyttades hon till Stenas andra Tysklandslinje Göteborg-Kiel som komplettering till en av linjens ordinarie färjor Stena Scandinavica. När nya Stena Scandinavica (före detta Stena Britannica) levererades i april 2011 för trafik på samma linje förflyttades Stena Freighter till Stenas linje mellan Rotterdam-Harwich. Hon behöll sitt namn, men flaggades om till engelsk flagg med Harwich som hemmahamn. På grund av olönsamhet[källa behövs] på linjen togs hon ur trafik från linjen i september 2012 och efter ett kort varvsbesök i Rotterdam sattes hon in på spotmarknaden med bibehållen flagga, namn och hemmahamn. 
Bland annat gick hon i charter för italienska rederiet, Gruppo Grendi, mellan Sardinien (Cagliari) och Toscana (Marina di Carrara). 2018 såldes hon till Blue Origin Florida LLC för att användas vid raketuppskjutningar. Inledningsvis under beteckningen LPV, senare omdöpt till M/S Jacklyn. 
Trader.
Mars 2004-aug 2010 Göteborg-Travemunde.
Aug 2010-april 2011 Göteborg-Kiel.
Maj 2011-sept 2012 Rotterdam-Harwich.
Okt 2012-feb 2013 Marseille-Tunis.
Mars 2013- dec 2013 Zeebrugge-Bilbao.
Jan 2014- maj 2016) Cagliari-Vado Ligure
Maj 2016- Maj 2018 Cagliari-Marina di Carrara
[källa behövs]